# Takanabe
Takanabe (japanska: 高鍋町?, Takanabe-chō) är en landskommun (köping) i Miyazaki prefektur på ön Kyūshū i södra Japan. 